# Guo Kang
Guo Kang (chiń. 郭康; ur. 14 lutego 1988) – chiński wioślarz, reprezentant chiński w wioślarskiej czwórce bez sternika na Letnich Igrzyskach Olimpijskich w Pekinie.

## Osiągnięcia
- Igrzyska Olimpijskie - Pekin 2008 - czwórka bez sternika - 13. miejsce[1].